# Бюльбюль смугастий
Бюльбю́ль смугастий (Hemixos leucogrammicus) — вид горобцеподібних птахів родини бюльбюлевих (Pycnonotidae). Ендемік Індонезії. Його раніше відносили до роду Pycnonotus, однак молекулярно-генетичне дослідження показало його спорідненість з представниками роду Hemixos.

## Поширення і екологія
Смугасті бюльбюлі є ендеміками Суматри. Вони живуть у вологих гірських і рівнинних тропічних лісах та на полях. Зустрічаються на висоті від 800 до 1900 м над рівнем моря.